# Gerd Bonfert
Gerd Bonfert (n. 1953, Blaj, România), fotograf artistic
În anul 1973 a emigrat în Germania, iar din 1986 s-a stabilit la Köln.